# National Provincial Championship 1992
La National Provincial Championship 1992 fue la decimoséptima edición del principal torneo de rugby de Nueva Zelanda.
El campeón del torneo fue el equipo de Waikato quienes lograron su primer campeonato.

## Sistema de disputa
Cada equipo enfrenta a los equipos restantes en una sola ronda.
- Los cuatro mejores equipos clasifican a semifinales por la búsqueda del campeonato.

- El equipo ubicado en la última posición al final del campeonato descenderán directamente a la Segunda División.

## Clasificación
| Pos. | Equipo         | Encuentros | Encuentros | Encuentros | Encuentros | Tantos | Tantos | Tantos | PB | PB | Puntos |
| Pos. | Equipo         | PJ         | PG         | PE         | PP         | F      | C      | Dif    | BO | BD | Puntos |
| ---- | -------------- | ---------- | ---------- | ---------- | ---------- | ------ | ------ | ------ | -- | -- | ------ |
| 1.º  | Auckland       | 8          | 7          | 0          | 1          | 253    | 127    | +126   | 0  | 0  | 28     |
| 2.º  | Otago          | 8          | 6          | 0          | 2          | 203    | 147    | +56    | 0  | 1  | 25     |
| 3.º  | North Harbour  | 8          | 6          | 0          | 2          | 222    | 157    | +65    | 0  | 0  | 24     |
| 4.º  | Waikato        | 8          | 5          | 0          | 3          | 268    | 153    | +115   | 0  | 1  | 25     |
| 5.º  | Wellington     | 8          | 4          | 0          | 4          | 182    | 182    | +1     | 0  | 2  | 18     |
| 6.º  | King Country   | 8          | 3          | 0          | 5          | 144    | 245    | -101   | 0  | 1  | 13     |
| 7.º  | Canterbury     | 8          | 2          | 0          | 6          | 197    | 198    | -1     | 0  | 3  | 11     |
| 8.º  | Hawke's Bay    | 8          | 2          | 0          | 6          | 131    | 267    | -136   | 0  | 0  | 8      |
| 9.º  | North Auckland | 8          | 1          | 0          | 7          | 134    | 259    | -125   | 0  | 3  | 7      |

|  | Semifinalistas.           |
|  | Descenso a la División 2. |

### Semifinales
| 26 de septiembre | Auckland | 21 - 27 | Waikato |  |  |

| 27 de septiembre | Otago | 26 - 13 | North Harbour |  |  |

### Final
| 4 de octubre | Waikato | 40 - 15 | Otago |  |  |

| Bandera de Nueva Zelanda |
| Campeón Waikato          |
| Primer título            |